# Polyplectropus joram
Polyplectropus joram är en nattsländeart som beskrevs av Malicky 1993. Polyplectropus joram ingår i släktet Polyplectropus och familjen fångstnätnattsländor. Inga underarter finns listade i Catalogue of Life.